# Michiel Coppens
Pour les articles homonymes, voir Coppens.
Michiel Coppens, né le 17 décembre 2002 à Termonde, est un coureur cycliste belge. Il est membre de l'équipe BEAT Cycling Club.

## Biographie
Michiel Coppens est originaire de Termonde, en Région flamande. Durant sa jeunesse, il joue d'abord au basketball dans un club de Zele. Il passe finalement au vélo en 2019, vers l'âge de dix-sept ans. Sa première licence cycliste est prise au Wielerclub Steeds Vooraan Kontich, dans la catégorie des juniors. Il a un cousin germain, Kristof Goddaert, qui a lui aussi été coureur cycliste. 
En 2022 et 2023, il porte les couleurs du club RB Zelfbouw UCT, dirigée par l'ancien professionnel Johan Remels. Actif dans des interclubs, il obtient deux victoires et diverses places d'honneur. Il intègre ensuite l'équipe continentale BEAT Cycling Club en 2024. Ce transfert lui permet de participer à davantage de compétitions inscrites au calendrier de l'UCI. Il devient par ailleurs stagiaire au sein de la formation World Tour Cofidis. Cependant, cette structure ne lui propose pas de contrat professionnel. 
Le 9 mars 2025, il réalise la meilleure performance de sa carrière en terminant troisième du Grand Prix Jean-Pierre Monseré, grâce à une échappée. Repris dans les tout derniers mètres, il parvient néanmoins à sauver le podium,.

## Palmarès et résultats

### Par année
- 2022
  - 1re étape du Tour de Flandre-Orientale
  - 2e du Mémorial Bjorg Lambrecht
- 2023
  - Grand Prix John Hannes
  - 2e du Grand Prix Etienne De Wilde
  - 2e du Tour du Brabant flamand
  - 2e de la course de côte de Vresse-sur-Semois
  - 2e du Mémorial Danny Jonckheere
- 2024
  - 3e du Mémorial Briek Schotte
- 2025
  - Grand Prix Slovenian Istria
  - 3e du Grand Prix Jean-Pierre Monseré
  - 3e de l'Omloop van de Braakman

### Classements mondiaux
| Année           | 2022   |
| --------------- | ------ |
| UCI Europe Tour | 1 535e |